# Benjamin Miles "C-Note" Franklin
Benjamin Miles « C-Note » Franklin interpretat de Rockmond Dunbar, este un personaj din serialul de televiziune Prison Break difuzat de Fox.